# Burig
Burig ist ein bewohnter Gemeindeteil der Gemeinde Gosen-Neu Zittau im Landkreis Oder-Spree im Land Brandenburg.

## Geografische Lage
Der Wohnplatz liegt rund 3,9 km südöstlich des Gemeindezentrums. Nördlich liegt der Wohnplatz Hohenbinde der Gemeinde Erkner; nordöstlich durch die Spree voneinander getrennt der weitere Wohnplatz Jägerbude. Im Osten und Süden führt die Bundesautobahn 10 am Wohnplatz vorbei, während sich südwestlich in einer Entfernung von rund 4,5 km und durch den Oder-Spree-Kanal voneinander getrennt der Ortsteil Wernsdorf der Stadt Königs Wusterhausen liegt.

## Geschichte
Im Jahr 1739 bestand auf der Gemarkung eine Unterförsterei, die 1741 erstmals urkundlich als Burgische Unterförsterwohnung, Unterförsterei zu Burg, Haus an der Burick, Unterförster zu Buricke und Haus auf der Burig an der Spree erwähnt wurde. Dort wohnte der Heideläufer „auf dem sogenannten Burig unweit Wernsdorf“, der dem Amt Stahnsdorf zugewiesen war. Im Jahr 1775 erschien eine Unterförsterwohnung mit einer Feuerstelle (=Haushalt) und elf Personen in den Akten. Bis zum Jahr 1801 war die Anzahl der Einwohner auf 25 Personen angewachsen. Es gab ein Forsthaus, in dem der königliche Unterförster zusammen mit zwei Einlieger seinen Sitz hatte. Im Wohnplatz, dem keine Hufenzahl zugewiesen waren, wurden mittlerweile drei Feuerstellen betrieben. Im Jahr 1858 war neben dem Forsthaus eine Kolonie entstanden, in der zusammen 106 Personen lebten. Dort standen ein öffentliches, sieben Wohn- und acht Wirtschaftsgebäude. Der Schutzbezirk war dem Gutsbezirk Forstrevier Friedersdorf zugewiesen. Bis 1885 war die Anzahl der Personen auf 49 zurückgegangen; es gab acht Wohngebäude. Im Jahr 1899 wurde der Schutzbezirk Burig von der Oberförsterei Friedersdorf abgetrennt und der neugebildeten Oberförsterei in Erkner zugewiesen. Burig wurde 1927 als Ansiedlung und Forsthaus geführt, in dem 180 Personen lebten (1925). Dort bestand zur Zeit der DDR der Betriebsteil Burig der LPG Wernsdorf sowie die Revierförsterei. In dieser Zeit wurde Burig im Jahr 1973 ein Ortsteil von Neu Zittau.